# Claude de Chaffoy
Claude III de Chaffoy (7 février 1752, Besançon - 29 septembre 1837, Nîmes) est un prélat, évêque de Nîmes.

## Biographie
Son père était conseiller au parlement de Franche-Comté. Charles-François-Marie Petit-Benoit de Chaffoy fait ses études chez les Sulpiciens, puis est vicaire général de l’archevêque de Besançon, Raymond de Durfort avec lequel il émigre en Suisse en 1791. Celui-ci meurt en 1792 au château de Blumenstein, assisté par Chaffoy. Il est alors chargé par l'évêque de Lausanne de la direction temporaire du diocèse de Besançon et le restera jusqu'au concordat de 1801. Il devient évêque de Nîmes en 1821 et le reste jusqu'à sa mort en 1837.

## Publications
- Notices historiques sur les prêtres du diocèse de Besançon, condamnés à la mort ou à la déportation, pendant la persécution de la fin du dix-huitième siècle, Besançon, 1821 disponible en ligne